# 사반구 (코트디부아르)

코트디부아르 사반구

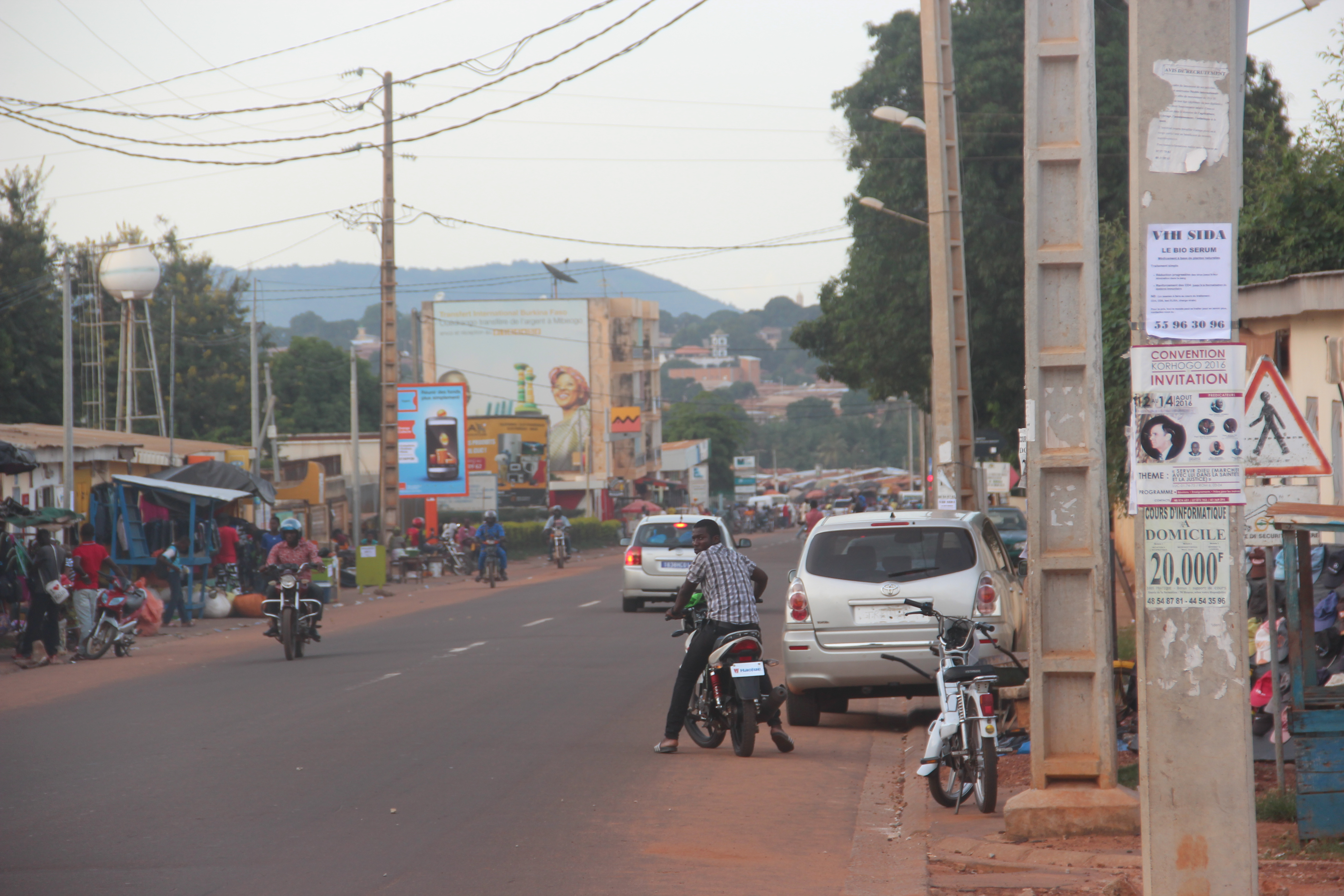
코로고의 중심가

사반구(프랑스어: District des Savanes)는 코트디부아르 최북단에 위치한 구이다. 행정 중심지는 코로고이고, 면적은 40,200km2이다. 서쪽으로는 뎅겔레구, 남서쪽으로는 워로바구, 남쪽으로는 발레뒤방다마구, 동쪽으로는 잔잔구와 접하며, 북쪽으로는 부르키나파소, 말리와 국경을 접한다.

## 신설
사반구는 2011년 코트디부아르의 행정 구역 개편으로 신설되었다. 이 지역은 이전의 사반주로 구성되어 있었다.

## 행정 구역
3개 주, 10개 도를 관할한다.
- 바구에주
  - 분디알리도
  - 쿠토도
  - 텡그렐라도
- 포로주
  - 코로고도
  - 시네마티알리도
  - 디코두구도
- 촐로고주
  - 페르케세두구도
  - 우앙골로두구도
  - 콩도

## 인구
2021년 인구 조사에 따르면 사반구의 인구는 2,159,434명이며, 인구 밀도는 2021년 기준으로 54명/km2이다. 사반구의 인구는 거의 대부분 무슬림이다.